# عدد إدنغتون

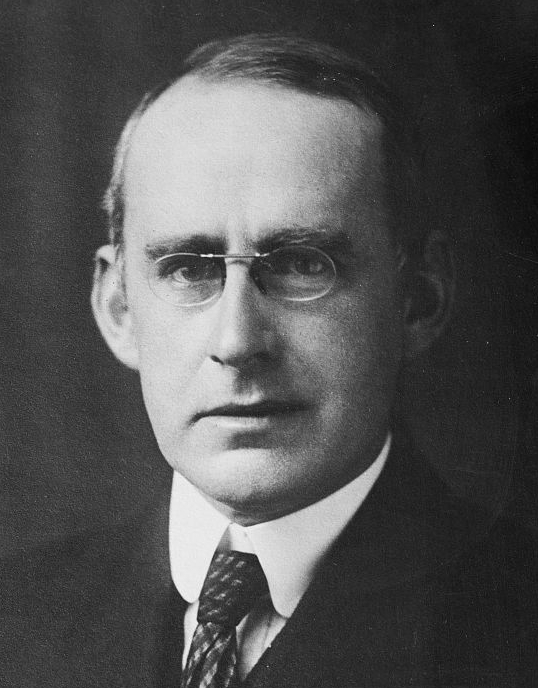
آرثر ستانلي إدنغتون (1882–1944)

عدد إدنغتون (بالإنجليزية: Eddington number)‏ ويرمز له بالرمز NEdd في الفيزياء الفلكية هو عبارة عن عدد البروتونات في الكون المرصود. المصطلح يكرم عالم الفيزياء الفلكية البريطاني آرثر ستانلي إدنغتون، الذي كان في عام 1938 أول من اقترح القيمة الفعلية للعدد NEdd وشرح لماذا قد يكون هذا العدد مهما لعلم الكون الفيزيائي وأسس الفيزياء.

## التاريخ
بدأ إدنغتون بالمجادلة أن قيمة ثابت البناء الدقيق، α، يمكن الحصول عليها بطريقة حاسمة، وكان يقصد بα عدد إدنغتون، والذي كان يمثل تقديراته لعدد البروتونات في الكون.
وقد قاده هذا في عام 1929 إلى استنتاج أن α هو بالضبط يساوي 1/137. لم يعتمد فيزيائيون آخرون هذا الاستنتاج، ولم يتم قبول حجته.
في أواخر عام 1930، كانت أفضل قيمة تجريبية قيمة ثابت البناء الدقيق، α، حوالي 1/136. ثم جادل إدنغتون، تبعا لاعتبارات جمالية وعددية، أن α يجب أن يكون بالضبط 1/136. وابتكر «دليلا» على أن NEdd = 136 × 2256، أي حوالي 1.57 × 1079. وهذه التقديرات تشير إلى أن جميع المواد المأخوذة في الحسبان يمكن افتراض أنها مكونة من الهيدروجين ويتطلب هذا معرفة القيم المفترضة لعدد وحجم المجرات والنجوم في الكون.
المحاولات لإيجاد أسس رياضية لهذا الثابت الغير محدود مازال مستمراً إلى الوقت الحاضر.
في إحدى محاضرات تارنر في كلية الثالوث (كامبريدج)، جزم آرثر إدنغتون قائلا:

## النظرية الحديثة
القيمة الأكثر دقة ل α (تم الحصول عليها تجريبيا في عام 2012) هي:
وبالتالي، لم يعد أحد يحافظ على الاعتقاد أن α هو مقلوب عدد صحيح. ولم يعد أي شخص يأخذ على محمل الجد العلاقة الرياضية بين α وNEdd .
وبالنسبة إلى الأدوار الممكنة لNEdd في علم الكونيات المعاصر، انظر بارو (2002)(بالإنجليزية:  Barrow (2002))‏ (لمعلومات أسهل) وبارو وتيبلر (1986: 224-31)(بالإنجليزية: Barrow and Tipler (1986: 224–31))‏ (لمعلومات أصعب).